# Pachylocerus corallinus
Pachylocerus corallinus är en skalbaggsart som beskrevs av Hope 1834. Pachylocerus corallinus ingår i släktet Pachylocerus och familjen långhorningar. Inga underarter finns listade i Catalogue of Life.